# Astrid Morberg
Astrid Morberg ist eine schwedische Schauspielerin.

## Leben und Karriere
Morberg studierte an der Schauspielschule Kulturama. Danach setzte sie ihr Studium an der New York Film Academy fort. Ihr Debüt gab sie 2020 in der Fernsehserie De utvalda. Anschließend bekam sie im selben Jahr in der Serie Cryptid eine Hauptrolle. Außerdem trat sie in den Kurzfilmen Cloom, What Brought You Back? und Sankta Lucia auf. 2024 spielte Morberg in der Serie Strandhotellet  mit.

## Filmografie
- 2020: De utvalda (Fernsehserie, 6 Episoden)
- 2020: Cloom (Kurzfilm)
- 2020: Cryptid (Fernsehserie, 10 Episoden)
- 2021: What Brought You Back? (Kurzfilm)
- 2022: Sankta Lucia (Kurzfilm)
- 2024: Strandhotellet (Fernsehserie, 7 Episoden)